# Hyetussa aguilari
Hyetussa aguilari là một loài nhện trong họ Salticidae.
Loài này thuộc chi Hyetussa. Hyetussa aguilari được María Elena Galiano miêu tả năm 1978.